# 大纵湖镇
大纵湖镇，是中华人民共和国江苏省盐城市盐都区下辖的一个乡镇级行政单位。

## 行政区划
大纵湖镇下辖以下地区：
兴湖社区、石庄社区、迎阳社区、双龙社区、鱼范村、向阳村、振兴村、陈捷村、兴盛村、晨阳村、胥仇村、花陇村、三官村、双官村、三庄村、于任村、骏马村、永新村、大范村和红星村。